# André Trousselier
André Trousselier (París, 29 de mayo de 1887 - París, 10 de abril de 1968) fue un ciclista francés, que corrió durante los años previos a la Primera Guerra Mundial. Era hermano de los también ciclistas Louis y Leopold Trousselier. Su principal victoria fue la Lieja-Bastogne-Lieja de 1908.

## Palmarés
1907
- 1 etapa de la Vuelta a Bélgica amateur

1908
- Lieja-Bastogne-Lieja